# Federico Guglielmo di Nassau-Weilburg
Federico Guglielmo di Nassau-Weilburg (L'Aia, 25 ottobre 1768 – Weilburg, 9 gennaio 1816) fu principe di Nassau-Weilburg.
All'estinzione della linea di Nassau-Usingen, il Ducato di Nassau venne riunito sotto il controllo di suo figlio nel 1816. Egli rimase uno dei due sovrani del Ducato di Nassau fino alla sua morte.

## Biografia
Federico Guglielmo era il figlio maggiore di quelli sopravvissuti del principe Carlo Cristiano di Nassau-Weilburg, e di sua moglie, la principessa Carolina d'Orange-Nassau.
Carolina era figlia del principe Guglielmo IV d'Orange-Nassau e della principessa Anna di Hannover. Anna era a sua volta figlia del Re Giorgio II d'Inghilterra e di Carolina di Brandeburgo-Ansbach.

## Discendenza
Il 31 luglio 1788, Federico Guglielmo sposò Luisa Isabella di Kirchberg (1772 - 1827). Guglielmo aveva vent'anni e la moglie appena sedici. Suo padre morì il 28 novembre dello stesso anno e Federico Guglielmo gli succedette come Principe di Nassau-Weilburg.
Ebbero quattro figli:
- Guglielmo (14 giugno 1792 – 20 agosto 1839);
- Augusta Luisa Guglielmina (5 gennaio 1794 – 11 aprile 1796);
- Enrichetta (30 ottobre 1797 – 29 dicembre 1829), sposò l'arciduca Carlo d'Asburgo-Teschen;
- Federico Guglielmo (15 dicembre 1799 – 6 gennaio 1845), sposò Anna Ritter Edle von Vallyemare, contessa di Tiefenbach.

## Ascendenza
|                                                |                                   |                                                  | Genitori                                 |  |  | Nonni |  |  | Bisnonni                            |  |  | Trisnonni                   |  |
|                                                |                                   |                                                  |                                          |  |  |       |  |  | Giovanni Ernesto di Nassau-Weilburg |  |  | Federico di Nassau-Weilburg |  |
|                                                |                                   |                                                  |                                          |  |  |       |  |  | Giovanni Ernesto di Nassau-Weilburg |  |  | Federico di Nassau-Weilburg |  |
|                                                |                                   | Cristiana Elisabetta di Sayn-Wittgenstein        |                                          |  |  |       |  |  | Giovanni Ernesto di Nassau-Weilburg |  |  |                             |  |
| Carlo Augusto di Nassau-Weilburg               |                                   |                                                  |                                          |  |  |       |  |  | Giovanni Ernesto di Nassau-Weilburg |  |  |                             |  |
|                                                |                                   | Maria Polissena di Leiningen-Dagsburg-Hartenburg | …                                        |  |  |       |  |  |                                     |  |  |                             |  |
|                                                |                                   | Maria Polissena di Leiningen-Dagsburg-Hartenburg | …                                        |  |  |       |  |  |                                     |  |  |                             |  |
|                                                |                                   | Maria Polissena di Leiningen-Dagsburg-Hartenburg | …                                        |  |  |       |  |  |                                     |  |  |                             |  |
| Carlo Cristiano di Nassau-Weilburg             |                                   | Maria Polissena di Leiningen-Dagsburg-Hartenburg |                                          |  |  |       |  |  |                                     |  |  |                             |  |
|                                                |                                   | Giorgio Augusto di Nassau-Idstein                | Giovanni di Nassau-Idstein               |  |  |       |  |  |                                     |  |  |                             |  |
|                                                |                                   | Giorgio Augusto di Nassau-Idstein                | Giovanni di Nassau-Idstein               |  |  |       |  |  |                                     |  |  |                             |  |
|                                                |                                   | Giorgio Augusto di Nassau-Idstein                | Anna di Leiningen-Dagsburg-Falkenburg    |  |  |       |  |  |                                     |  |  |                             |  |
| Augusta Federica Guglielmina di Nassau-Idstein |                                   | Giorgio Augusto di Nassau-Idstein                |                                          |  |  |       |  |  |                                     |  |  |                             |  |
|                                                |                                   | Enrichetta Dorotea di Oettingen-Oettingen        | Alberto Ernesto I di Oettingen           |  |  |       |  |  |                                     |  |  |                             |  |
|                                                |                                   | Enrichetta Dorotea di Oettingen-Oettingen        | Alberto Ernesto I di Oettingen           |  |  |       |  |  |                                     |  |  |                             |  |
|                                                |                                   | Enrichetta Dorotea di Oettingen-Oettingen        | Cristiana Federica di Württemberg        |  |  |       |  |  |                                     |  |  |                             |  |
| Federico Guglielmo di Nassau-Weilburg          |                                   | Enrichetta Dorotea di Oettingen-Oettingen        |                                          |  |  |       |  |  |                                     |  |  |                             |  |
|                                                | Giovanni Guglielmo Friso d'Orange | Enrico Casimiro II di Nassau-Dietz               |                                          |  |  |       |  |  |                                     |  |  |                             |  |
|                                                | Giovanni Guglielmo Friso d'Orange | Enrico Casimiro II di Nassau-Dietz               |                                          |  |  |       |  |  |                                     |  |  |                             |  |
|                                                | Giovanni Guglielmo Friso d'Orange | Enrichetta Amalia di Anhalt-Dessau               |                                          |  |  |       |  |  |                                     |  |  |                             |  |
| Guglielmo IV di Orange-Nassau                  | Giovanni Guglielmo Friso d'Orange |                                                  |                                          |  |  |       |  |  |                                     |  |  |                             |  |
|                                                |                                   | Maria Luisa d'Assia-Kassel                       | Carlo I d'Assia-Kassel                   |  |  |       |  |  |                                     |  |  |                             |  |
|                                                |                                   | Maria Luisa d'Assia-Kassel                       | Carlo I d'Assia-Kassel                   |  |  |       |  |  |                                     |  |  |                             |  |
|                                                |                                   | Maria Luisa d'Assia-Kassel                       | Amalia di Curlandia                      |  |  |       |  |  |                                     |  |  |                             |  |
| Carolina d'Orange-Nassau                       |                                   | Maria Luisa d'Assia-Kassel                       |                                          |  |  |       |  |  |                                     |  |  |                             |  |
|                                                |                                   | Giorgio II di Gran Bretagna                      | Giorgio I di Gran Bretagna               |  |  |       |  |  |                                     |  |  |                             |  |
|                                                |                                   | Giorgio II di Gran Bretagna                      | Giorgio I di Gran Bretagna               |  |  |       |  |  |                                     |  |  |                             |  |
|                                                |                                   | Giorgio II di Gran Bretagna                      | Sofia Dorotea di Celle                   |  |  |       |  |  |                                     |  |  |                             |  |
| Anna di Hannover                               |                                   | Giorgio II di Gran Bretagna                      |                                          |  |  |       |  |  |                                     |  |  |                             |  |
|                                                |                                   | Carolina di Brandeburgo-Ansbach                  | Giovanni Federico di Brandeburgo-Ansbach |  |  |       |  |  |                                     |  |  |                             |  |
|                                                |                                   | Carolina di Brandeburgo-Ansbach                  | Giovanni Federico di Brandeburgo-Ansbach |  |  |       |  |  |                                     |  |  |                             |  |
|                                                |                                   | Carolina di Brandeburgo-Ansbach                  | Eleonora Erdmuthe di Sassonia-Eisenach   |  |  |       |  |  |                                     |  |  |                             |  |
|                                                |                                   | Carolina di Brandeburgo-Ansbach                  |                                          |  |  |       |  |  |                                     |  |  |                             |  |